# Щербачиха (Нижегородская область)
Щербачи́ха —  в Воскресенском районе Нижегородской области России.  Входит в состав Капустихинского сельсовета.

## География
Деревня находится в северо-восточной части региона, в пределах Волжско-Нижневетлужской низины, в зоне хвойно-широколиственных лесов, на правом берегу реки Ветлуги.

### Климат
Климат характеризуется как умеренно континентальный, со сравнительно тёплым летом и часто холодной многоснежной зимой. Среднегодовая температура — 3,5 °C. Средняя температура воздуха самого тёплого месяца (июля) — 18,2 °C (абсолютный максимум — 37 °C); самого холодного (января) — −13 — −12 °C (абсолютный минимум — −44 °C). Безморозный период длится около 110—120 дней в году. Среднегодовое количество атмосферных осадков составляет около 650 мм. Снежный покров устанавливается, как правило, в конце ноября и держится в среднем 150—160 дней.

## Население
| 1999 | 2002 | 2010 |
| ---- | ---- | ---- |
| 22   | ↗34  | ↘14  |

По данным на 1999 год, численность населения составляла 22 чел.